# Glaphyra watani
Glaphyra watani är en skalbaggsart som först beskrevs av Tadao Kano 1933.  Glaphyra watani ingår i släktet Glaphyra och familjen långhorningar.
Artens utbredningsområde är Taiwan. Inga underarter finns listade i Catalogue of Life.